# The Cat Funeral
The Cat Funeral  (en hangul, 고양이 장례식; romanización revisada, Goyangi jangryesik) es una película surcoreana de 2015, escrita, dirigida y producida por Lee Jong-hoon, basada en el webtoon del mismo nombre de Hong.

## Sinopsis
Dong-hoon es un músico indie y Jae-hee es una dibujante. Su relación finalizó hace un año, pero se reencuentran después de la muerte del gato de la pareja, realizando un viaje de una noche para el funeral de su mascota.

## Reparto
- Kangin como Dong-hoon.
- Park Se-young como Jae-hee.
- Jung Gyu-woon como Hyeon-seok.[5]
- Hong Wan-pyo como Jin-hyeok.
- Kim Byeong-choon como el padre de Dong-hoon.
- Cha Min-ji como Eun-kyeong.